# Alec Aitken
Alec Aitken (anglès: Alexander Craig Aitken)  (Dunedin, 1 d'abril de 1895 - Edimburg, 3 de novembre de 1967) va ser un matemàtic i estadístic neozelandès que va treballar a Escòcia i famós per la seva extraordinària memòria.

## Vida i Obra
Després de fer els estudis secundaris a l'institut de nois d'Otago, va ingressar el 1913 a la universitat d'Otago, en la qual encara no hi havia departament de matemàtiques. Amb la Primera Guerra Mundial, es va enrolar el 1915 en la força expedicionària neozelandesa i va lluitar, primer, a la batalla de Gal·lípoli (1915) i, després, a la batalla del Somme (1916), essent ferit al bosc de Delville (Longueval). Un cop ferit va demostrar la seva prodigiosa memòria en dictar, en semi-inconsciència, el nom complet, el número de soldat, el nom del familiar més proper i l'adreça de tots i cadascun dels homes de la seva patrulla: un total de cinquanta-sis persones. Aquesta extraordinària memòria (a l'escola, ja havia memoritzat els 10.000 versos de l'Eneida) i la seva facilitat per al càlcul mental (multiplicava mentalment nombres de nou xifres en menys de trenta segons) van ser objecte d'estudi pels psicòlegs en èpoques posteriors. D'altra banda, el record d'aquestes experiències bèl·liques el va turmentar la resta de la seva vida, afectant la seva salut pels llargs períodes d'insomni que patia.
El 1917, ja retornat a Dunedin, va reprendre el seus estudis a la universitat d'Otago en la qual es va graduar el 1920. Els tres anys següents va ser professor del seu mateix institut, donant classes de francès, de llatí i d'altres matèries. El 1920, va arribar a la universitat d'Otago Robert J. T. Bell, el primer professor de matemàtiques d'aquesta universitat, i Aitken va aconseguir que li fes de tutor en el seu aprenentatge. Aquest mateix any es va casar amb la botànica Winifred Betts.
El 1923 va aconseguir una beca per anar a estudiar a la universitat d'Edimburg amb el professor Edmund Whittaker. El 1925 va aconseguir una plaça de professor ajudant i el 1926 va obtenir el doctorat amb una tesi sobre el suavitzat de les dades estadístiques. A partir de 1936 va ser professor titular i el 1946, enretirar-se Whittaker, va ocupar la seva càtedra fins al 1965 en que es va jubilar.
El mateix any de 1939, Aitken va publicar els seus dos llibres més importants: un tractat d'estadística matemàtica i un llibre de text sobre matrius i determinants. Anteriorment (1932) ja havia publicat un llibre sobre matrius (escrit conjuntament amb Herbert Turnbull) i posteriorment (1962) va publicar un pamflet contra la decimalització i proposant un sistema duodecimal. Les seves àrees més importants de recerca van ser la teoria de matrius, l'estadística i l'anàlisi numèrica amb els problemes de convergència, temes sobre els que va publicar una cinquantena d'articles científics.
El 1963, va publicar Gallipoli to the Somme: Recollections of a New Zealand Infantryman (De Gal·lípoli al Somme: Records d'un soldat d'infanteria neozelandès), unes memòries molt punyents de la guerra que va viure, basades en les anotacions que havia pres durant la guerra i el període posterior de convalescència de les seves ferides.
A més, va ser un gran aficionat a la música i el seu violí l'acompanyava sempre. Juntament amb els professors de matemàtiques William Edge (piano), Robin Schlapp (violí) i Walter Ledermann (viola) formaven el quartet matemàtic que els primers divendres de mes amenitzava les reunions de la Societat Matemàtica d'Edimburg.